# Filmová adaptace
Filmová adaptace je převod jiného původního díla, jevu či objektu do filmové podoby. Za nejobvyklejší případ můžeme označit audiovizuální zpracování prozaického literárního textu (román, novela, povídka apod.), avšak jak píše v úvodu své knihy A Theory of Adaptation Linda Hutcheonová, při studiu adaptací si pouze s tímto vztahem nevystačíme. Předlohou filmu se může stát i drama, videohra, muzikál, balet, historická událost, rozhlasová hra, komiks, starší film (adaptace je pak označována za remake), nebo jako v případě slavné série Piráti z Karibiku – zábavní park.

## Adaptační studia v angloamerickém prostředí
Teoretik George Bluestone, který bývá označován za „otce“ adaptačních studií, vydal v roce 1957 knihu nazvanou Novels into Film. Rozvíjel myšlenky o specifičnosti jednotlivých umění, jež téměř dvě století před ním nastínil Gotthold Ephraim Lessing ve svém díle Laokoon (1766). Lessing se zabýval rozdíly mezi poezií a malířstvím. Podle něj není možné tyto umělecké disciplíny srovnávat, neboť se vyjadřují jinými způsoby – každá z nich má své přednosti, ale i svá omezení. Bluestone tento model aplikoval na vzájemný vztah literatury a filmu. Zatímco literatura vládne jazykem, hlavní silou filmu je jeho vizualita, a ačkoli to tak na první pohled nevypadá, vztahy mezi oběma médii jsou v praxi neslučitelné. Filmař tedy nevytváří adaptaci, ale spíše nové dílo, jehož vazba na jakoukoli literární předlohu je jen velmi slabá. Navzdory vyzdvižení rozdílů mezi literaturou a filmem byl Bluestone přesvědčen o nadřazenosti psaného slova.
K Bluestonovi odkazoval titulem Novel to Film (1996) Brian McFarlane, který se rozhodl zkoumat adaptaci pomocí strukturalistického přístupu zaměřeného na narativ. Něco mezi literaturou a filmem přechází prakticky nezměněno a něco dalšího je upravováno a adaptováno. Jako jeden z nástrojů analýzy McFarlane uplatnil termín francouzského vědce Rolanda Barthese základní funkce neboli jádro – u nich platí, že akce, k nimž odkazují, otevírají nebo zavírají nějakou nejistotu či alternativu děje. Tyto základní body příběhu lze snadno převést z knihy do filmu. McFarlane odsuzoval do té doby převládající studie s hlavním důrazem na „věrnost“ vůči knize s odůvodněním, že adaptace nabízí mnoho zajímavějších témat, než jen lamentace, jak filmové zpracování „ničí“ či „przní“ veliká literární díla. Například proč je pro diváky adaptace stále natolik přitažlivá, že navzdory častým námitkám a stížnostem stále chtějí vědět i vidět, jak bude jejich oblíbená kniha ve vizuální podobě vypadat.
O sedm let později přispěla k diskuzi o novém směřování adaptačních studií Kamilla Elliottová knihou Rethinking the Novel/Film Debate (2003). Poukázala na skutečnost, že adaptace byla opomíjena a zavrhována, neboť má na svědomí dvě hereze vůči estetickým a sémiotickým teoriím 20. století – tvrdí, že slova a obrazy lze převádět z jednoho média do druhého a že forma se dá oddělit od obsahu. Elliottová představuje šest neoficiálních modelů adaptace, které různým způsobem pracují s rozkládáním formy a obsahu, a dokládá je příklady z mnohých adaptací románu Emily Brontëové Na Větrné hůrce. Text uzavírá prohlášením, že budeme-li studovat adaptační „hereze“, dozvíme se toho mnohem více, než když se stále budeme držet logocentrismu, jenž vždy vyzdvihuje psané slovo a odsuzuje jeho audiovizuální podobu. Rozhovor s Kamillou Elliottovou byl uveřejněn v tematickém čísle časopisu Česká literatura (2/2013).
Robert Stam vydal v roce 2005 studii nazvanou The Theory and Practice of Adaptation, v níž dokazoval, že mezi navrhovanými teoretickými postupy interpretace a široce rozvinutou praxí psaní o adaptacích zeje mnohdy hluboká propast. Kritiky často obsahují slova jako „nevěrnost, zrada, znetvoření, zneuctění, bastardizace, vulgarizace či znesvěcení“. Pozornost se stále upírá spíše na to, co se při převodu knihy do filmu ztrácí, než aby se zvažovalo, co příběh v nové podobě získává. Stam poté uvádí několik možných zdrojů nevraživosti vůči adaptaci. Řadí mezi ně mimo jiné předsudek, že literatura, jakožto starší umění, je nadřazena mladšímu filmu, kulturně zakořeněnou ikonofóbii (tj. strach z obrazů) a předpoklad, že adaptace na literatuře „parazituje“. Adaptace se chytila do pasti kritiků. Je-li své předloze věrná, odsoudí ji jako málo kreativní, a pokud se odchýlí, zatratí ji jako ostudnou zradu knihy. Neexistuje jediné správné čtení textu – jestliže adaptace nemůže říct o předloze něco nového, proč by vůbec měla být natočena?
Linda Hutcheonová přinesla v díle A Theory of Adaptation (2006) významný poznatek, že adaptaci bychom neměli vnímat pouze jako hotové dílo, ale i jako proces jeho vytváření a pozdější divácké recepce. Adaptaci samotnou přirovnává k palimpsestu, neboť kromě okamžitého audiovizuálního zážitku skrze ni „prosvítají“ další texty – předloha i jiná díla, jež máme uložena v paměti; opakování a variace témat spojené do nového intertextuálního celku. Tato „rozpoznávací hra“ nemůže fungovat u diváků neznalých původního díla, kteří sice mohou ocenit film jako autonomní umělecký počin, ale specifické potěšení z vědomého sledování adaptace jim uniká. Žádná adaptace, ať už produkt či proces, se nevznáší ve vzduchoprázdnu, ale vždy existuje v nějakém kontextu – v místě a času, ve společnosti a kultuře a to je třeba brát při interpretaci v úvahu.
Thomas Leitch se hned v úvodu knihy Film Adaptation and its Discontents (2007) vyrovnává s problematikou věrnostního hodnocení, které odmítá jako neoprávněné a vůči adaptaci nespravedlivé. V dalších jedenácti kapitolách nezkoumá autor ani tak jednotlivé adaptace a jejich předlohy, jako spíše větší tematické celky s nimi spojené. Například jak vypadaly adaptace v době krátkometrážních filmů nebo rozmanitá zpracování Dickensovy Vánoční koledy. V páté kapitole rozvíjí Leitch možné kategorizace adaptací, ale pasáž ukončuje tvrzením, že pro adaptaci je prospěšnější zkoumat ji v širším intertextuálním kontextu, nežli se ji za každou cenu pokoušet zařadit podle nejistých norem. Šestá kapitola se věnuje na příkladu filmů Jih proti Severu a trilogie Pán prstenů otázce, čím je motivována důkladná snaha některých adaptací o věrnost, která by neměla být považována za normu, ale spíše za výjimečný úkaz sledující specifický a pravděpodobně komerční cíl.

## Adaptační studia v českém kontextu
Literární a filmová historička Marie Mravcová začala již v osmdesátých letech publikovat srovnávací studie o filmových adaptacích a jejich předlohách. Část z nich je zahrnuta v knihách Literatura ve filmu (1990) a Od krále Oidipa k Francouzově milence (2001). Kromě těchto textů vydala autorka časopisecky několik podrobných komentářů k filmovým přepisům Jaroslava Havlíčka. Adaptace však byly, snad až s výjimkou Petrolejových lamp, zobrazeny v nepříliš příznivém světle.
Jazykovědec, filmový a literární historik Petr Mareš vydal společně s Alenou Macurovou v roce 1992 knihu Text a komunikace. Jazyk v literárním díle a ve filmu. V ní mimo jiné zdůrazňuje, že film – podobně jako divadlo – nepracuje pouze s jazykem, ale také s hudbou, zvuky a rozpohybovaným obrazem. To vše je nutné při dešifrování filmové komunikace brát v potaz. Petr Mareš rovněž připravil s Petrem Szczepanikem antologii Tvořivé zrady (2005), v níž shromáždili nejvýznamnější příspěvky polských autorů k debatě o filmu a audiovizuální kultuře. Sám pak zpracoval podrobné kapitoly o literatuře ve filmu v Dějinách české literatury 1945–1989.
Petr Málek na začátku devadesátých let uveřejnil ve filmovém časopise Iluminace články Konkretizace v literatuře a ve filmu (1991) a Teorie intertextu a literární kontexty filmu I-II (1993). V prvním jmenovaném nejdříve představuje pojem konkretizace, jak ho používal Roman Ingarden a Felix Vodička. V rámci tohoto kontextu se poté obrací k otázce věrnosti: jestliže vnímáme literární dílo jako něco, co neustále nabízí nové konkretizace (dobové i osobní čtenářské), dá se vůbec uvažovat v souvislosti s adaptací o věrnosti či adekvátnosti filmu? V textech z roku 1993 označil „adaptační úhel pohledu, postavený na chápání vztahu mezi oběma uměleckými druhy v rovině závislosti na literární předloze“ za „nutně jednosměrný a jednostranný, a tedy omezený a anachronický“. Místo toho navrhuje přístup intertextuální – film má samozřejmě i nějaké vazby na předlohu, ale zároveň se stává součástí nového univerza textů, z nichž čerpá, nechává se jimi ovlivňovat a sám k němu jako nové dílo přispívá.
Literární historik Petr Bubeníček připravil během posledních tří let tematická čísla časopisů Iluminace (1/2010), kulturně-literární revue Pandora (20/2010) a Česká literatura (2/2013) věnovaná adaptačním studiím a jejich vývoji. V nich se poprvé objevují překlady některých studií Thomase Leitche, Lindy Hutcheonové nebo Kamilly Elliottové, ale i články českých autorů jako jsou Petr Mareš a Petr Málek. Sám Bubeníček k nim přispěl textem věnovaným novému myšlení o adaptacích, případovou studií o Hlídači č. 47 a článkem o přístupech k interpretaci adaptací doplněným ilustračními rozbory.
V dubnu 2013 se v německém Greifswaldu uskutečnila mezinárodní konference Film Adaptation: Dialogue among Approaches (Filmová adaptace: dialog mezi přístupy), kterou pořádalo Centrum literárních a interkulturních studií Filozofické fakulty Masarykovy univerzity ve spolupráci s greifswaldským institutem Alfried Krupp Wissenschaftskolleg. Cílem bylo otevřít prostor pro diskuzi o současném stavu adaptačních studií, jíž by se mohli zúčastnit vědečtí pracovníci z různých pracovišť. Během dvou dní zaznělo celkem šestnáct příspěvků od mluvčích pocházejících z České republiky, Spojeného království, Německa, Švédska a ze Spojených států amerických. Byly předneseny referáty teoretické, žánrové, poznatky z oborů translatologie a intermediality i mnoho případových studií. Pojednávalo se například o adaptaci filozofického myšlení Martina Heideggera ve filmu The Ister, o používání koster známých příběhů v pornografickém průmyslu, nebo o možnosti vnímat Alenku v Říši divů jako samostatný kulturní druh, jenž se podle Darwinových zásad přizpůsobuje novému prostředí, aby přežil. Pestrost příspěvků ukázala, jak rozmanité přístupy se mohou při studiu adaptací uplatnit a že se jedná o otázky živé a velmi aktuální.
Po konferenci v Německu přijel Thomas Leitch do Brna, kde v Domě umění pod patronátem katedry České literatury a knihovnictví a Centra literárních a interkulturních studií FF MU vedl třídenní blok přednášek o minulosti, současnosti a možné budoucnosti adaptačních studií (Adaptation Studies 1.0, 2.0, and 3.0). Jako jednu z možností vývoje uvedl, že v dnešní době anonymních autorů blogů, fanfiction a videí na youtube by se adaptace mohla proměnit v jakýsi „divoký druh“, jehož přežití bude záviset na míře pozornosti, kterou se mu podaří získat na úkor ostatních děl.